# Anaeudora japanica
Anaeudora japanica là một loài ruồi trong họ Tachinidae.